# Dubrava (Vladímir)
|  | Per a altres significats, vegeu «Dúbrava». |

Dubrava (en rus: Дубрава) és un poble de l'óblast de Vladímir, a Rússia, segons el cens del 2010 tenia 10 habitants. Pertany al districte municipal de Iúriev-Polski.